# Oligomerus tenellus
Oligomerus tenellus är en skalbaggsart som beskrevs av Henry Clinton Fall 1905. Oligomerus tenellus ingår i släktet Oligomerus och familjen trägnagare. Inga underarter finns listade i Catalogue of Life.